# Pilot Point
Ne doit pas être confondu avec Pilot Station.
Pilot Point est une localité d'Alaska aux États-Unis dans le Borough de Lake and Peninsula. En 2010, il y avait 68 habitants.

## Situation - climat
Elle est située sur l'extrémité nord de la côte de la Péninsule de l'Alaska, sur la rive est de la Baie d'Ugashik, à 135 km à vol d'oiseau de King Salmon, et à 592 km d'Anchorage.
Les températures moyennes vont de −7 °C à 3 °C en janvier, et de 5 °C à 16 °C en juillet.

## Histoire
Les Aléoutes et les Eskimos avaient développé une station de salage de poisson en 1889. À cette date, le lieu s'appelait Pilot Station, parce que les pilotes fluviaux y stationnaient avant de guider les bateaux jusqu'à Ugashik où se trouvait un important établissement de conservation. En 1892, Charles Nelson ouvrit une usine de salaison qui a été vendue à l'Alaska Packer's Association en 1895 et qui a continué à se développer jusqu'en 1918. De nombreux immigrants arrivèrent alors pour y travailler. Mais l'épidémie de grippe décima une grande partie de la population, tandis que l'élevage de rennes déclinait aussi.
Une église russe orthodoxe et une église adventiste du septième jour y furent construites, et la poste ouvrit en 1933. C'est à cette date que le nom du village a changé pour prendre le nom actuel. La dégradation du port a obligé l'usine de conservation de poisson à fermer en 1958.
Les habitants vivent des ressources naturelles en poisson et en gibier.

## Démographie
| 1940 | 1950 | 1960 | 1970 | 1980 | 1990 | 2000 | 2010 |
| ---- | ---- | ---- | ---- | ---- | ---- | ---- | ---- |
| 114  | 67   | 61   | 68   | 66   | 53   | 100  | 68   |

## Sources et références
- (en) CIS

- (en) Cet article est partiellement ou en totalité issu de l’article de Wikipédia en anglais intitulé « Pilot Point, Alaska » (voir la liste des auteurs).

1. ↑  « Statistiques des États-Unis - Alaska - Profils des communautés de 2010 » (consulté en novembre 2020)